# LCCP (chlazení a klimatizace)
LCCP (anglicky Life Cycle Climate Performance) je index charakterizující, jaký dopad na globální klima může mít určitý výrobek během své životnosti. Koncept LCCP se používá v oblasti chlazení a klimatizace a výrobkem jsou zde proto míněna jakákoliv zařízení stacionární i transportní, která obsahují chladivo (chladicí zařízení, klimatizační jednotky, tepelná čerpadla).
LCCP je výsledkem postupného vývoje názorů na potenciální ovlivňování životního prostředí v důsledku provozu chladicích systémů. Po roce 1980 se odborníci zabývali hlavně ochranou ozonové vrstvy v souvislosti s úniky halogenovaných uhlovodíků do atmosféry. Chemické látky se z tohoto hlediska charakterizovaly pomocí ODP (Ozone Depletion Potential). O něco později se začíná prosazovat hypotéza o významném vlivu člověka na změny globálního klimatu. Jednotlivé skleníkové plyny se charakterizují s použitím různých koeficientů jako PGO (Potenciál globálního oteplování), HGWP (Halocarbon Global Warming Potential), TEWI (Total Equivalent Warming Impact), LCWI (Life Cycle Warming Impact), až se v roce 1999 zavedl parametr LCCP. 

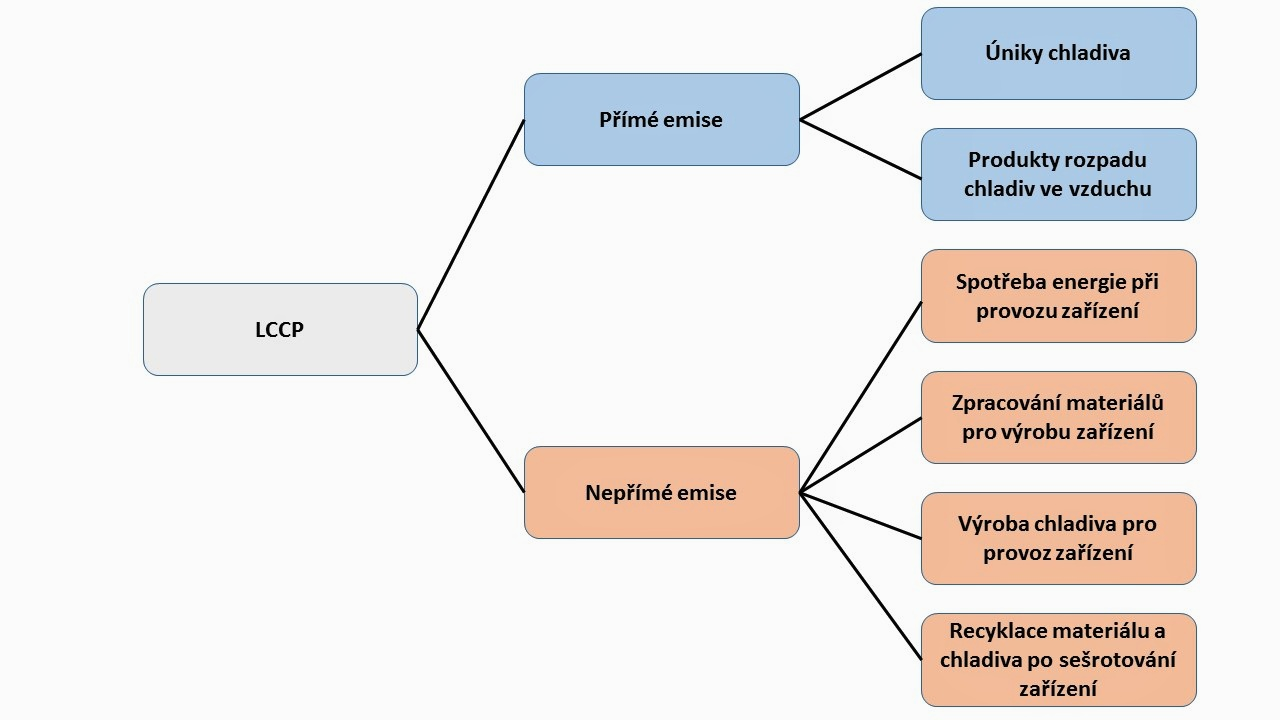
Jednotlivé složky LCCP

Při pokusech o výpočet LCCP se emise do atmosféry dělí v zásadě na dvě skupiny: emise přímé a nepřímé. Takové dělení bylo známé už z předchozího parametru TEWI:
{\displaystyle TEWI={\bigl (}G_{1}\centerdot M{\bigr )}+{\bigl (}\alpha \centerdot \beta \centerdot T{\bigr )}}
Význam použitých symbolů je na konci tohoto textu. První člen {\displaystyle {\bigl (}G_{1}\centerdot M{\bigr )}} odpovídá přímým emisím a druhý člen {\displaystyle {\bigl (}\alpha \centerdot \beta \centerdot T{\bigr )}}, při výpočtu TEWI převažující a tedy mnohem významnější, odpovídá emisím nepřímým.
Index LCCP má však ambice vyšší, a to zejména ve svém druhém členu popisujícím nepřímé emise. Zatímco TEWI hodnotí vybrané zařízení pouze po dobu jeho aktivní životnosti, o LCCP se říká, že z hlediska vlivu na životní prostředí charakterizuje daný výrobek „od kolébky až do hrobu“. Ve skutečnosti však LCCP jde ještě dál, totiž „před kolébku a za hrob“, protože zahrnuje i emise CO2 související s výrobou materiálů, komponent a chladiv pro následnou výrobu chladicího zařízení, jakož i emise CO2 související s recyklací materiálů včetně použitého chladiva po skončení jeho životnosti. Obecný výraz pro výpočet LCCP lze vyjádřit např. takto :
{\displaystyle LCCP=[{\bigl (}G_{1}+G_{2}{\bigr )}\centerdot {\bigl (}L_{1}\centerdot T+L_{2}{\bigr )}]+[\alpha \centerdot \beta \centerdot T+\sum _{i=1}^{N}\gamma _{i}\centerdot m_{i}+\sum _{i=1}^{N}\delta _{i}\centerdot n_{i}]}
LCCP [kg] vyjadřuje ekvivalentní množství CO2, tedy takové množství CO2, které by v atmosféře mělo podobný efekt, jako všechny skleníkové plyny vyprodukované během života daného zařízení. 
Hlavní potíž při výpočtech hodnot LCCP pro různá zařízení spočívá v tom, že do výpočtu vstupují desítky parametrů, které lze mnohdy odhadovat pouze s velkou mírou nejistoty. Demonstrovat to lze např. na parametru {\displaystyle \alpha }, který se mění od oblasti k oblasti (např. od 0 do 0,8 kg/kWh v závislosti na způsobu výroby elektrické energie). Přenosové soustavy různých regionů jsou dnes navíc propojeny, což dále komplikuje snahu o kvalifikovaný odhad {\displaystyle \alpha }. Používají se proto zprůměrované hodnoty, např. pro Evropskou unii se jako průměr uvádí {\displaystyle \alpha =0,454} kg/kWh, za celosvětový průměr se považuje hodnota {\displaystyle \alpha =0,623} kg/kWh a pro některé regiony USA se uvádějí hodnoty ještě o něco vyšší. 
V literatuře existují odhady středních hodnot i pro ostatní parametry vstupující do výpočtu LCCP a lze tam najít i přehled různých programů (LCCP Tools) usnadňujících poměrně komplikované výpočty LCCP.             

## Použité symboly
{\displaystyle G_{1}} [kg/kg]         hodnota potenciálu globálního oteplování příslušného chladiva vyjádřená ekvivalentním množstvím CO2
{\displaystyle G_{2}} [kg/kg]        hodnota potenciálu globálního oteplování rozpadových produktů použitého chladiva vyjádřená ekvivalentním množstvím CO2
{\displaystyle L_{1}} [kg/r]          roční únik chladiva ze zařízení
{\displaystyle L_{2}} [kg]            jednorázový únik chladiva ze zařízení na konci jeho životnosti    
{\displaystyle M} [kg]             celková hmotnost chladiva uniklého do atmosféry 
{\displaystyle T} [r]                doba života zařízení
{\displaystyle \alpha } [kg/kWh]       množství CO2 uniklého do atmosféry při výrobě jednotky elektrické energie 
{\displaystyle \beta } [kWh/r]         roční spotřeba elektrické energie pro provoz zařízení 
{\displaystyle \gamma _{i}}  [kg/kg]        ekvivalent CO2 uniklý do atmosféry na 1 kg výroby i-tého materiálu použitého pro konstrukci zařízení
{\displaystyle m_{i}} [kg]            hmotnost i-tého materiálu použitého v zařízení 
{\displaystyle \delta _{i}} [kg/kg]         ekvivalent CO2 uniklý do atmosféry na 1 kg recyklace i-tého materiálu zpracovaného po ukončení života zařízení
{\displaystyle n_{i}} [kg]             hmotnost i-tého materiálu recyklovaného po ukončení života zařízení 